# Divodonični kompleks
Divodonični kompleksi su koordinacioni kompleksi koji sadrže nepromenjeni H2 kao ligand. Prototipni kompleks je W(CO)3(3)2(-{H}2). Ova klasa jedinjenja pretstavlja intermedijere u metalom katalizovanim reakcijama u kojima učestvuje vodonik. Više stotina divodoničnih kompleksa je poznato. Najveći broj primera su kompleksi katjonskih prelaznih metala sa oktaedarskom geometrijom.
Nakon kompleksacije, H−H veza se produžava do 0,81–0,82 Å, sudeći po neutronsko difrakcionim merenjima, što je oko 10% duže u odnosu na H−H vezu u slobodnom H2. Neki kompleksi koji sadrže višestruke vodonične ligande, i.e. polihidridi, manifestuju kraće H−H kontakte.

## Literatura
- Burdett, J. K.; O. Eisenstein; S. A. Jackson (1991). „Transition Metal Didydrogen Complexes: Theoretical Studies”.  Ур.: A. Dedieu (ed.). Transition Metal Hydrides. Wiley-VCH. стр. 149—184. ISBN 978-0-471-18768-4.
- Burdett, Jeremy K.; John R. Phillips; Mohammad R. Pourian; Martyn Poliakoff; James J. Turner; Rita Upmacis (1987). „Electronic stability of metal-dihydrogen and polyhydrogen complexes”. Inorganic Chemistry. 26 (18): 3054—3063. doi:10.1021/ic00265a026.
- Lyons, David; Geoffrey Wilkinson; Mark Thornton-Pett; Michael B. Hursthouse (1984). „Synthesis, X-ray crystal structure, and reactions of dihydridopentakis(trimethylphosphine)molybdenum(II): crystal structure of the carbon dioxide insertion product, (formato-O,O')hydridotetrakis(trimethylphosphine)molybdenum(II)”. Journal of the Chemical Society, Dalton Transactions (4): 695—700. doi:10.1039/DT9840000695.
- Kubas, G. J.; R. R. Ryan (1986). „Activation of H2 and SO2 by Mo and W complexes: first examples of molecular-H2 complexes, SO2 insertion into metal-hydride bonds, and homogeneous hydrogenation of SO2”. Polyhedron. 5 (1–2): 473—485. doi:10.1016/S0277-5387(00)84951-7. Приступљено 28. 6. 2013.
- Crabtree, Robert H.; Maryellen Lavin (1985). „[IrH2(H2)2L2]+{L = P(C6H11)3}: A non-classical polyhydride complex”. Journal of the Chemical Society, Chemical Communications (23): 1661—1662. doi:10.1039/C39850001661.